# 루드밀라 엥크비스트
루드밀라 엥크비스트(스웨덴어: Ludmila Engquist, 1964년 4월 21일~)는 소련과 스웨덴의 은퇴한 육상 선수로 주 종목은 허들이다. 본명은 류드밀라 빅토로브나 나로질렌코레오노바(러시아어: Людми́ла Никола́евна Нарожиленко-Лео́нова)이며, 1988년, 1992년, 1996년 하계 올림픽에서 각각 소련, 독립 국가 연합, 스웨덴 국가대표로 활동하였다. 선수로 활동하는 동안 올림픽 금메달 1개, 세계 선수권 대회에서 금메달 2개, 동메달 1개를 획득했다.

## 생애
현재의 러시아 탐보프주 탐봅스키구의 마을인 벨로메스트나야크리우샤에서 태어났다. 1988년에 소련 국가대표 허들 선수로 발탁되어 서울특별시에서 열린 1988년 하계 올림픽에 참가하였으나 100m 허들 종목 준결승에서 기권했다. 이후 도쿄에서 열린 1991년 세계 육상 선수권 대회에서 100m 허들 금메달을 획득했다. 1996년에 스웨덴으로 귀화한 후 스웨덴 국가대표 선수로 활동하기 시작했으며, 애틀랜타에서 열린 1996년 하계 올림픽에서 100m 허들 종목 금메달을 획득하였다. 1997년에는 아테네에서 열린 1997년 세계 육상 선수권 대회에서 우승을 차지했다. 이 공로로 스웨덴에서 태어나지 않은 인물로는 최초로 스벤스카 다그블라데트 금메달을 수상했으며, 스웨덴에서 가장 인기있는 여성 스포츠 선수들 중 하나가 되었다.
1999년 유방암 진단을 받았으나 수술 후 화학 치료 4번을 받은 끝에 육상 선수로 복귀하였다. 엥크비스트는 육상 선수 생활을 끝내고 봅슬레이로 전향하여 솔트레이크시티에서 열린 2002년 동계 올림픽에서 여자 봅슬레이 2인승에 참가하기를 원했다. 하지만 2001년 후순에 도핑이 적발되어 2년간 선수 자격이 정지되면서 엥크비스트는 동계 올림픽에 참가할 수 없게 되었다. 엥크비스트의 도핑 적발은 당시 스웨덴에서 최고의 논쟁 거리로 떠올랐으며, 소련 국가대표 선수 시절에도 도핑을 했다는 의혹이 제기되었다. 2003년 12월 자격 정지 기간이 끝났으나, 엥크비스트는 현역으로 복귀하지 않았다. 현재 남편이자 사업가인 요한 엥크비스트와 함께 스페인에서 살고 있다.